# JT the Bigga Figga
JT the Bigga Figga, pseudonimo di Joseph David Thompson (San Francisco, 8 novembre 1973), è un rapper e produttore discografico statunitense.

## Carriera
Nel 1991 JT fonda la propria etichetta discografica indipendente di nome Get Low Records, sotto cui l'anno dopo ha pubblicato il suo album di debutto, intitolato Don't Stop til We Major. Nel 1993 pubblica Playaz N the Game, il suo secondo album in studio, che ha riscosso immediatamente un grande successo. Nel 1995 Thompson firma un contratto con la Priority Records, che ha deciso però di rescindere l'anno seguente a causa dello scarso successo ottenuto dai suoi successivi album. Nel maggio del 1997 ha contribuito alla composizione della colonna sonora della commedia I'm Bout It, apparendo nel brano Game Tight assieme a The Fast One. 
Nel 2006 collabora con Snoop Dogg per la produzione del documentario Mandatory Business, che vede la partecipazione di Russell Simmons, Spike Lee, Xzibit, Young Buck e 50 Cent.

## Discografia

### Album in studio

#### Da solista
- 1992 – Don't Stop til We Major
- 1993 – Playaz N the Game
- 1995 – Dwellin' in tha Labb
- 1996 – Operation Takeover
- 1997 – Game Tight
- 1999 – Something Crucial
- 2000 – Puttin' It on the Map
- 2002 – Hustle Relentless
- 2003 – Project Poetry
- 2005 – Neighborhood Supastarz
- 2005 – Who Grind Like Us?
- 2006 – Name in Your Mouth
- 2006 – Drop Your Thangs, Just Box
- 2007 – Mr. Vice President
- 2008 – Mandatory Business (Block Edition)

#### In collaborazione
- 2000 – Beware of Those (con Mac Mall)
- 2001 – Beware of Those Vol. 2 (con Mac Mall)
- 2001 – Cali Thuggin' (con Speedy Loc)
- 2001 – Long Beach 2 Fillmoe (con Daz Dillinger)
- 2001 – Game for Sale (con Daz Dillinger)
- 2002 – Aint No Punkz (con i Dem Frisco Boyz)
- 2002 – Street Warz (con Young Noble)
- 2002 – Know About It (con The Gamblaz)
- 2002 – Gotta Get It (con Juvenile)
- 2003 – Game Tight Vol. 2 (con C-Bo, Killa Tay, Daz Dillinger, Sean T, Master P, Steady Mobbin, Mac Mall, Marvaless, Pizo, The Gamblaz, Biaje, San Quinn, Guce, Messy Marv, Seff tha Gaffla, Mac Dre, Coolio, Cozmo e Luni Coleone)
- 2004 – Illegal Game (con Mac Mall)
- 2005 – Turf Grinders (con Wali M)

### EP
- 2009 – Gang Injunction EP (con Young Buck)

### Mixtape
- 2011 – Drug Dealer Potential (con Kevin Gates)
- 2012 – Conflict of Interest
- 2012 – Fillmoelanta 2
- 2012 – Kill the Burglar
- 2013 – Bonkers
- 2013 – My Runner
- 2013 – Run Ya Bandz Up (con Future e Young Scooter)
- 2014 – The Independent Game
- 2014 – The Independent Game 2
- 2015 – Fillmoelanta 3 (con Gucci Mane e Kevin Gates)
- 2015 – God's Plan
- 2016 – Trap Flix World (con DJ Tokars)
- 2017 – Cali Boy Down South